# Seyidsadıqlı
Seyidsadıqlı è un comune dell'Azerbaigian situato nel distretto di Salyan. Conta una popolazione di 1 055 abitanti.